# دينيس ملك البرتغال
دينيس (البرتغالية: Dinis، وبالنطق: diniʃ؛ لشبونة 9 أكتوبر 1261 - شنترين 7 يناير 1325)؛ كان ملك البرتغال والغرب، ويعرف أيضا الملك الشاعر، هو الابن البكر لـ ألفونسو الثالث وزوجته الثانية بياتريس من قشتالة وكذلك حفيد ألفونسو العاشر ملك قشتالة (المعروف بـ الحكيم)، أصبح دينيس ملكاً بعد وفاة والده في 1279 وخلفه ابنه أفونسو الرابع وهو جد بيدرو الأول.
تلقى دينيس تعليمه في البلاط الملكي الذي كان متأثراً بالثقافة الفرنسية والقشتالية وأصبح شاعرًا كفؤًا، وأسس أول جامعة في البرتغال بلشبونة عام 1290، وأيضا كان مفاوضًا ماهرًا بحيث تمكن أخيراً من تثبيت حدود نهائية للبرتغال مع قشتالة، وإما سياسيته الداخلية جعل من سلطة التاج هي مصدر الأعلى، وتدخل في الحكومة المحلية وقلل من سلطة النبلاء، وحارب سيادة رجال الدين، لا سيما فيما يتعلق بثرواتهم الإقليمية والتي أنهت الاتفاقيات مع السلطة البابوية (1289 و1290) مما أدى إلى الصراع مع الكنيسة.
اهتم دينيس بشكل خاص بالأرض، وشجع زراعة الغابات والتنمية الكاملة للموارد الزراعية في البلاد، وكما أبدى اهتمامًا كبيرًا ببناء السفن وتوسيع التجارة وحمايتها، كانت السنوات الأخيرة من الحكم مضطربة بسبب تمرد ابنه المستقبل أفونسو الرابع الذي تولى العرش بعد وفاة والده.

## روابط خارجية
- دينيس ملك البرتغال على موقع الموسوعة البريطانية (الإنجليزية)
- دينيس ملك البرتغال على موقع ميوزك برينز (الإنجليزية)